# Basters
Pour l’article homonyme, voir Rehoboth.
Les Basters (littéralement « bâtards ») mais également appelés Baasters, Rehobothers ou Basters de Rehoboth sont les descendants des liaisons matrimoniales entre femmes africaines et colons néerlandais de la colonie du Cap.
Ils vivent principalement en Namibie.

## Origine
Le mot de Baster (« bâtard ») qui peut avoir un sens péjoratif est néanmoins fièrement revendiqué par ceux qui sont ainsi désignés. En effet, le mot contient leur origine et leur histoire. Il leur permet également de se distinguer des Africains noirs auxquels ils ne veulent absolument pas être assimilés.
Les Basters ont adopté la religion des colons néerlandais et demeurent souvent de fervents calvinistes alors que leurs chansons traditionnelles prennent leurs sources dans les hymnes hollandais du XVIIe siècle.Ils se considèrent plus néerlandais que les Néerlandais eux-mêmes[réf. nécessaire] .
Leur devise est « Croître dans la foi » (Groei in Geloof).
Connus également comme la dernière tribu du Grand Trek, ils sont culturellement assimilés aux Blancs et aux Boers en particulier avec lesquels ils partagent la même langue, l’afrikaans. Les patronymes des Basters sont également des patronymes à consonance afrikaans.

## Organisation

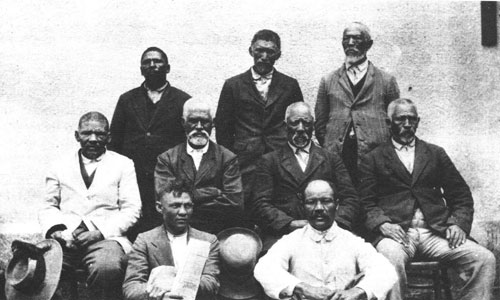
Le conseil de Rehoboth en 1915 autour de Cornelius van Wyk (rang du milieu, second à partir de la gauche).

Les Basters sont traditionnellement dirigés depuis 1872 par un Kaptein : 
- Hermanus van Wyk (1868-1905), surnommé le « Moïse » de la nation des Basters, qui dirigea le trek depuis la colonie du Cap ;
- Cornelius van Wyk (1906-1924) ;
- Albert Mouton (1924-1925), non reconnu par tous ;
- Nicolaas van Wyk (1924-1933), non reconnu par tous ;
- Ben Africa (1977-1978), non reconnu par tous ;
- Johannes « Hans » Diergaardt (1979-1998) ;
- Dap Izaaks (1998-1999), intérim ;
- John Mc Nab (1999-2020).

## Démographie
Le nombre de Basters reste imprécis. Il oscille entre 20 000 et 60 000 personnes.

## Histoire

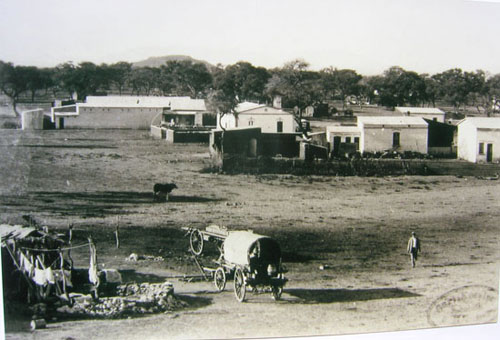
Rehoboth en 1908.

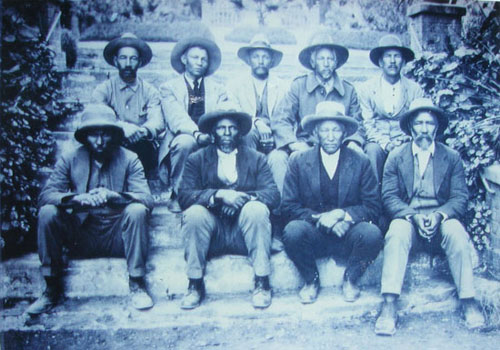
Le conseil des Basters en 1923

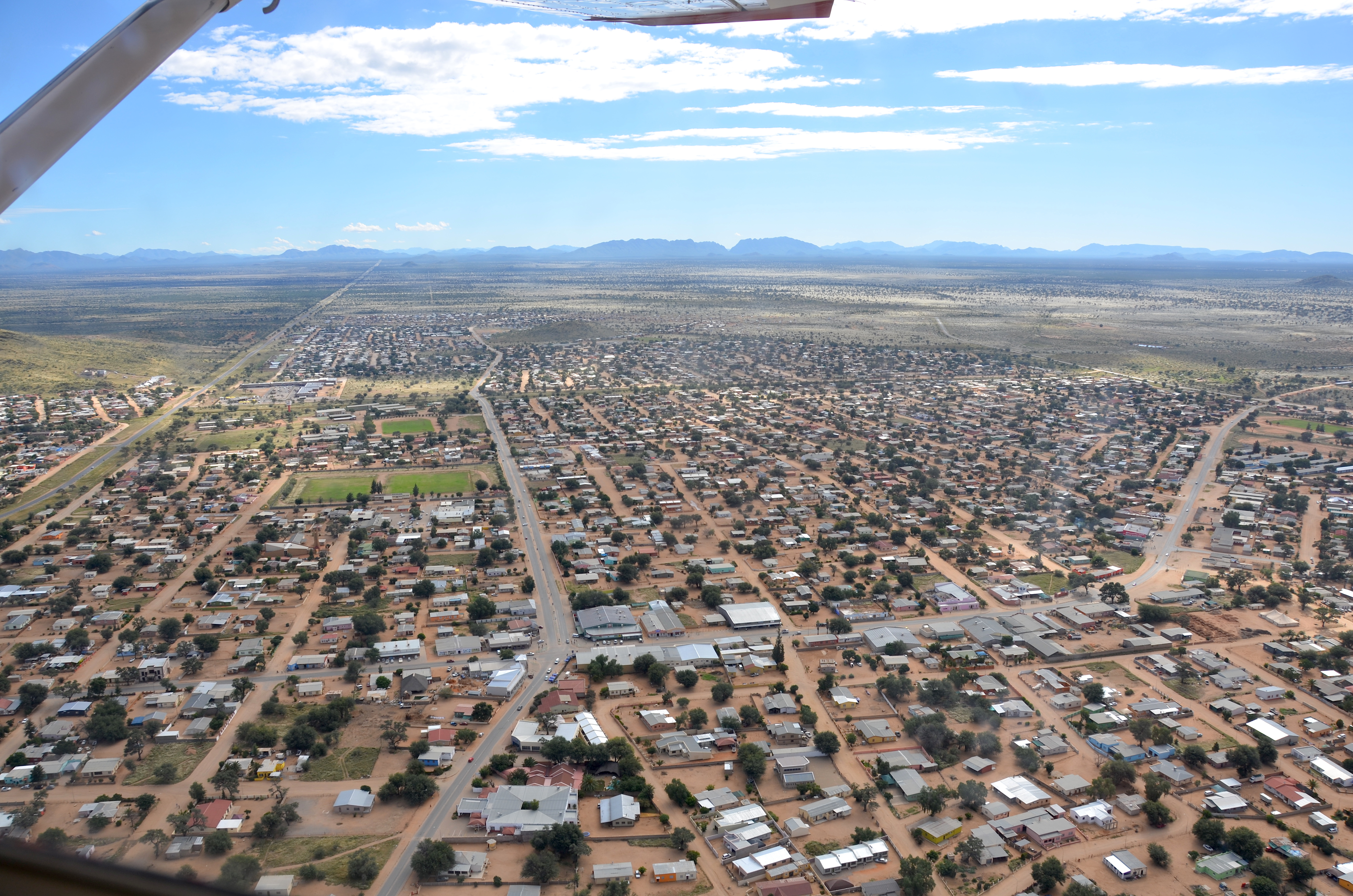
Les basters ayant quitté la Colonie du cap en 1868 lors du Grand Trek, ils arrivent dans le Sud-Ouest africain et fondent la République libre du Rehoboth en 1870.

Issus des relations entre femmes africaines et colons néerlandais du XVIIe siècle, les Basters ont quitté la colonie du Cap en 1868, entamant le Grand Trek à la quête d'une terre promise. C'est à un endroit appelé Rehoboth dans le Sud-Ouest africain (actuelle Namibie) qu'ils s'installent et où ils fondent en 1872 la République libre de Rehoboth. 
Quelques-uns des Basters vont encore plus au nord et s'installent à Sa da Bandeira en Angola portugais où ils sont appelés "Ouivamo". Ils y côtoient les Dorslandtrekkers.
Après l'annexion du Sud-Ouest Africain à l'Allemagne en 1884, les Basters collaborent rapidement avec les nouvelles autorités et servent de supplétifs à l'armée coloniale lors de la guerre des Hereros entre 1904 et 1908. Ils sont récompensés par la reconnaissance administrative et juridique de leur territoire de Rehoboth.
La collaboration avec les Allemands cesse le 8 mai 1915 à la suite du refus des Basters de s'enrôler à leur côté dans la Première Guerre mondiale. Au contraire, se considérant comme des Sud-Africains, ils offrent immédiatement leur service à l'armée sud-africaine. Mais le premier ministre Louis Botha refuse de les enrôler considérant que les métis ne devaient pas se mêler d'une guerre entre l'Allemagne et l'Union de l'Afrique du Sud. 
Dans les années 1920, les Basters tentent de faire reconnaitre leur république indépendante de Rehoboth auprès des nouvelles autorités sud-africaines du territoire mais sont refoulés. Les Basters de Sa da Bandeira sont aussi forcés de revenir dans le Sud-Ouest Africain sur ordre du gouvernement sud-africain pour qui il était illogique que leurs cousins "illettrés et religieux" continuent de vivre en terre sauvage. En 1952, la pétition des Basters pour se faire reconnaître comme peuple à décoloniser reste sans effet aux Nations unies.
Ils se voient reconnaître néanmoins l'autonomie dans le cadre du rapport Odendaal de 1964 (Baster Gebiet).
En 1979, ils refusent de devenir des supplétifs de l'armée sud-africaine contre la SWAPO et déclarent leur neutralité. Ils se retranchent alors dans leur bantoustan semi-autonome du Rehoboth (ou Basterland ou Baster Gebiet) jusqu’à sa dissolution le 29 juillet 1989 en prélude à l'indépendance de la Namibie.
Les Basters n'en continuent pas moins à revendiquer leur nationalisme sud-africain, restant hostiles au gouvernement central de Namibie, et forment le Rehoboth Freedom Party.